# Sân bay Bethanien
Sân bay Bethanien (ICAO: FYBC) là một sân bay ở Bethanien, vùng ǁKaras, Namibia.

## Vị trí và cơ sở vật chất
Sân bay nằm cách thị trấn 5 km về phía đông nam, trên độ cao 3500 ft (1067 m) so với mực nước biển. Nó có một đường băng không trải nhựa dài 1272 m.